# Working Class Hero
Working Class Hero är en sång skriven och framförd av John Lennon. Den var med på Lennons första soloalbum, John Lennon/Plastic Ono Band, som utkom 1970
Sången kan tolkas som arbetskritisk och kritisk mot klassamhället generellt. Den berättar historien om någon som växer upp i arbetarklassen. Låten blev kontroversiell i USA och Australien bland annat på grund av att ordet "Fucking" förekommer i texten. Vissa versioner av låten censurerades därför för den amerikanska och australiensiska marknaden.

## Covers
Det amerikanska bandet Green Day gjorde en cover av låten för skivan Instant Karma: The Amnesty International Campaign to Save Darfur. Green Days arrangemang är liknande originallåten, men har även trummor och elbas med. Bandets cover blev en hit i bland annat Norge och Sverige där den klättrade till plats nummer 11 på Sverigetopplistan.
Även andra band och artister har gjort sin tolkning av låten, bland annat David Bowie, Marianne Faithfull, Marilyn Manson, Ozzy Osbourne och Jerry Williams.

### Fotnoter
1. ↑  Allmusic
2. ↑  Colothan, Scott. ”Green Day Quote John Lennon On New Album | Gigwise”. gigwise.com. http://www.gigwise.com/news/49391/green-day-quote-john-lennon-on-new-album. Läst 25 juli 2016.